# Granopothyne palawana
Granopothyne palawana là một loài bọ cánh cứng trong họ Cerambycidae.